# Provinz Jaime Zudáñez
Jaime Zudáñez ist eine Provinz im nordwestlichen Teil des Departamento Chuquisaca im südamerikanischen Anden-Staat Bolivien.
Die Provinz trägt ihren Namen zu Ehren des Freiheitskämpfers Jaime de Zudáñez (1772–1832), der in dieser Region geboren wurde.

## Lage
Die Provinz ist eine von zehn Provinzen im Departamento Chuquisaca. Sie grenzt im Nordwesten an die Provinz Oropeza, im Westen an die Provinz Yamparáez, im Südwesten an das Departamento Potosí, im Süden an die Provinz Azurduy, im Osten an die Provinz Tomina, im Nordosten an die Provinz Belisario Boeto, und im Norden an das Departamento Cochabamba.
Die Provinz erstreckt sich etwa zwischen 18° 29' und 19° 41' südlicher Breite und 64° 28' und 65° 04' westlicher Länge, ihre Ausdehnung von Westen nach Osten beträgt bis zu 55 Kilometer, von Norden nach Süden 110 Kilometer.

## Bevölkerung
Die Einwohnerzahl der Provinz Jaime Zudáñez ist in den vergangenen drei Jahrzehnten um mehr als ein Drittel angestiegen:
| Jahr | Einwohner | Quelle       |
| ---- | --------- | ------------ |
| 1992 | 30 982    | Volkszählung |
| 2001 | 33 482    | Volkszählung |
| 2012 | 39 009    | Volkszählung |
| 2024 | 42 535    | Volkszählung |

45,3 Prozent der Bevölkerung sind jünger als 15 Jahre, der Alphabetisierungsgrad in der Provinz beträgt 43,2 Prozent. (1992)
34,1 Prozent der Bevölkerung sprechen Spanisch, 97,2 Prozent Quechua, und 0,3 Prozent Aymara. (1992)
93,5 Prozent der Bevölkerung haben keinen Zugang zu Elektrizität, 92,7 Prozent leben ohne sanitäre Einrichtung (1992).
94,4 Prozent der Einwohner sind katholisch, 3,1 Prozent sind evangelisch (1992).

## Gliederung
Die Provinz Jaime Zudáñez gliedert sich in die folgenden vier Verwaltungsbezirke (bolivianisch: Municipios):
- 01-0301 Municipio Zudáñez – 12.687 Einwohner (2024)
- 01-0302 Municipio Presto – 12.023 Einwohner
- 01-0303 Municipio Mojocoya – 8.971 Einwohner
- 01-0304 Municipio Icla – 8.854 Einwohner

## Ortschaften in der Provinz Jaime Zudáñez
- Municipio Zudáñez
  - Zudáñez 3177 Einw. – Capilla Llave 991 Einw. – Sundur Huasi 652 Einw. – Puca Huasi 346 Einw. – Parajti 245 Einw.

- Municipio Presto
  - Presto 2908 Einw. – Pasopaya 797 Einw. – Rodeo El Palmar 295 Einw.

- Municipio Mojocoya
  - Redención Pampa 1966 Einw. – Quivale 323 Einw. – San Lorenzo 307 Einw. – Mojocoya 294 Einw. – Seripona 96 Einw.

- Municipio Icla
  - San Jacinto 621 Einw. – Jatun Mayu 581 Einw. – Thaqo Pampa 547 Einw. – Chunca Cancha 532 Einw. – Icla 505 Einw. – Chahuarani 456 Einw. – Candelaria 289 Einw.